# German Titov
German Stepanovitj Titov (ryska: Герман Степанович Титов), född 11 september 1935 i Altaj kraj, död 20 september 2000 i Moskva, var en sovjetisk kosmonaut och kommunistisk politiker. 

## Biografi
Titov gjorde sin första och enda rymdfärd med Vostok 2, och blev därmed den andra människan i jordens omloppsbana. Uppdraget skedde under 25 timmar den 6–7 augusti 1961 och var den första rymdfärden som varade över ett dygn. Under uppdraget färdades Titov 17 varv runt jorden, vilket innebar ett stort steg framåt jämfört med Jurij Gagarins enda varv och amerikanerna Alan Shepards och Virgil Grissoms korta ballistiska färder tidigare samma år.
Efter Sovjetunionens fall 1991 förblev Titov medlem i Ryska federationens kommunistiska parti, och 1995 valdes han in i duman. 
Titov avled av en hjärtattack i sin bastu vid 65 års ålder.

## Utmärkelser
Titov har tilldelats Leninorden två gånger.
Nedslagskratern Titov på månen och asteroiden 13010 Germantitov är båda uppkallade efter honom.